# Quinzième circonscription du Nord
La quinzième circonscription du Nord est l'une des 21 circonscriptions législatives françaises que compte le département du Nord. Elle est représentée durant la XVIIe législature par Jean-Pierre Bataille (LIOT).

## Description géographique et démographique

### De 1958 à 1986
À la suite de l'ordonnance no 58-945 du 13 octobre 1958 relative à l'élection des députés à l'assemblée nationale, la Quinzième circonscription du Nord était créée et regroupait les divisions administratives suivantes : 
- canton d'Arleux
- canton de Douai-Sud
- canton de Marchiennes[1].

### De 1988 à 2010
Par la loi no 86-1197 du 24 novembre 1986
 de découpage électoral, la circonscription regroupait les divisions administratives suivantes : canton de Bailleul-Nord-Est, canton de Bailleul-Sud-Ouest
- canton d'Hazebrouck-Nord
- canton d'Hazebrouck-Sud
- canton de Merville.

### Depuis 2010
Depuis l'adoption de l'ordonnance no 2009-935 du 29 juillet 2009,  ratifiée par le Parlement français le 21 janvier 2010, elle est composée des divisions administratives suivantes :
- canton de Bailleul-Nord-Est
- canton de Bailleul-Sud-Ouest
- canton de Cassel
- canton d'Hazebrouck-Nord
- canton d'Hazebrouck-Sud
- canton de Merville
- canton de Steenvoorde.

Lors du recensement général de la population en 1999, réalisé par l'Institut national de la statistique et des études économiques (INSEE), la population de cette circonscription est estimée à 94 575 habitants,.

### Composition
La Quinzième circonscription du Nord est constituée de 54 communes :
| Commune                | Population       | Superficie |
| ---------------------- | ---------------- | ---------- |
| Bailleul               | 14 439 habitants | 43,42 km2  |
| Nieppe                 | 7 396 habitants  | 17,3 km2   |
| Saint-Jans-Cappel      | 1 715 habitants  | 7,96 km2   |
| Steenwerck             | 3 519 habitants  | 27,47 km2  |
| Berthen                | 522 habitants    | 5,18 km2   |
| Flêtre                 | 979 habitants    | 8,98 km2   |
| Merris                 | 1 041 habitants  | 10,09 km2  |
| Méteren                | 2 198 habitants  | 18,44 km2  |
| Vieux-Berquin          | 2 489 habitants  | 25,96 km2  |
| Arnèke                 | 1 615 habitants  | 13,41 km2  |
| Cassel                 | 2 319 habitants  | 12,65 km2  |
| Bavinchove             | 947 habitants    | 8,31 km2   |
| Buysscheure            | 552 habitants    | 6,15 km2   |
| Hardifort              | 375 habitants    | 6,14 km2   |
| Noordpeene             | 790 habitants    | 17,12 km2  |
| Ochtezeele             | 383 habitants    | 5,58 km2   |
| Oxelaëre               | 542 habitants    | 4,72 km2   |
| Rubrouck               | 957 habitants    | 14,88 km2  |
| Sainte-Marie-Cappel    | 862 habitants    | 7,56 km2   |
| Wemaers-Cappel         | 251 habitants    | 4,13 km2   |
| Zermezeele             | 188 habitants    | 4,83 km2   |
| Zuytpeene              | 529 habitants    | 11,8 km2   |
| Hazebrouck             | 21 708 habitants | 26,2 km2   |
| Blaringhem             | 2 092 habitants  | 18,23 km2  |
| Caëstre                | 1 910 habitants  | 10,2 km2   |
| Ebblinghem             | 663 habitants    | 9,2 km2    |
| Hondeghem              | 970 habitants    | 12,6 km2   |
| Lynde                  | 749 habitants    | 9,07 km2   |
| Renescure              | 2 084 habitants  | 18,93 km2  |
| Sercus                 | 439 habitants    | 4,98 km2   |
| Staple                 | 692 habitants    | 9,97 km2   |
| Wallon-Cappel          | 853 habitants    | 5,44 km2   |
| Boëseghem              | 739 habitants    | 7,08 km2   |
| Borre                  | 607 habitants    | 5,96 km2   |
| Morbecque              | 2 576 habitants  | 44,34 km2  |
| Pradelles              | 376 habitants    | 3,27 km2   |
| Steenbecque            | 1 735 habitants  | 11,96 km2  |
| Strazeele              | 955 habitants    | 4,69 km2   |
| Thiennes               | 894 habitants    | 7,54 km2   |
| Merville               | 9 835 habitants  | 26,96 km2  |
| Le Doulieu             | 1 431 habitants  | 11,74 km2  |
| Estaires               | 6 230 habitants  | 12,82 km2  |
| La Gorgue              | 5 777 habitants  | 15,03 km2  |
| Haverskerque           | 1 475 habitants  | 9,17 km2   |
| Neuf-Berquin           | 1 226 habitants  | 6,4 km2    |
| Steenvoorde            | 4 168 habitants  | 29,82 km2  |
| Boeschepe              | 2 191 habitants  | 13,59 km2  |
| Eecke                  | 1 210 habitants  | 10,29 km2  |
| Godewaersvelde         | 2 030 habitants  | 11,89 km2  |
| Houtkerque             | 1 014 habitants  | 13,13 km2  |
| Oudezeele              | 681 habitants    | 9,36 km2   |
| Saint-Sylvestre-Cappel | 1 133 habitants  | 8,14 km2   |
| Terdeghem              | 581 habitants    | 8,82 km2   |
| Winnezeele             | 1 224 habitants  | 15,54 km2  |

### Pyramide des âges
| Hommes | Classe d’âge   | Femmes |
| ------ | -------------- | ------ |
| 7,2    | 65 ans et plus | 10     |
| 29     | 20 à 64 ans    | 28,6   |
| 13     | 0 à 19 ans     | 12,2   |

### Catégorie socio-professionnelle
Répartition de la population active par catégorie socio-professionnelle en 2013
| Agriculteurs | Artisans, commerçants, chefs d'entreprise | Cadres, professions intellectuelles | Professions intermédiaires | Employés | Ouvriers | Retraités | Autres |
| ------------ | ----------------------------------------- | ----------------------------------- | -------------------------- | -------- | -------- | --------- | ------ |
| 1,27 %       | 2,7 %                                     | 5,5 %                               | 13,5 %                     | 17 %     | 17,1 %   | 26,6 %    | 13,3 % |

## Historique des résultats
| Législature | Début de mandat | Fin de mandat  | Député                | Parti politique      | Observations |
| ----------- | --------------- | -------------- | --------------------- | -------------------- | --- |
| Ire         | 9 décembre 1958 | 9 octobre 1962 | Georges Sarazin       | UNR                  | Mandat écourté à la suite d'une dissolution parlementaire décidée par Charles de Gaulle. |
| IIe         | 6 décembre 1962 | 2 avril 1967   | Arthur Ramette        | PCF                  | |
| IIIe        | 3 avril 1967    | 30 mai 1968    | Arthur Ramette        | PCF                  | Mandat écourté à la suite d'une dissolution parlementaire décidée par Charles de Gaulle. |
| IVe         | 11 juillet 1968 | 1er avril 1973 | Arthur Ramette        | PCF                  | |
| Ve          | 2 avril 1973    | 2 avril 1978   | Georges Hage          | PCF                  | |
| VIe         | 3 avril 1978    | 22 mai 1981    | Georges Hage          | PCF                  | Mandat écourté à la suite d'une dissolution parlementaire décidée par François Mitterrand. |
| VIIe        | 2 juillet 1981  | 1er avril 1986 | Georges Hage          | PCF                  | |
| VIIIe       | 2 avril 1986    | 14 mai 1988    | Georges Hage          | PCF                  | Proportionnelle par département, pas de député par circonscription. Mandat écourté à la suite d'une dissolution parlementaire décidée par François Mitterrand. |
| IXe         | 23 juin 1988    | 1er avril 1993 | Maurice Sergheraert   | SE                   | |
| Xe          | 2 avril 1993    | 21 avril 1997  | Marie-Fanny Gournay   | RPR                  | Mandat écourté à la suite d'une dissolution parlementaire décidée par Jacques Chirac. |
| XIe         | 12 juin 1997    | 18 juin 2002   | Jean Delobel          | PS                   | |
| XIIe        | 19 juin 2002    | 19 juin 2007   | Jean Delobel          | PS                   | |
| XIIIe       | 20 juin 2007    | 19 juin 2012   | Françoise Hostalier   | UMP                  | |
| XIVe        | 20 juin 2012    | 20 juin 2017   | Jean-Pierre Allossery | PS                   | |
| XVe         | 21 juin 2017    | 21 juin 2022   | Jennifer de Temmerman | LREM (jusqu'en 2019) | Elle quitte LREM en 2019, siège brièvement dans le groupe Groupe Écologie démocratie solidarité, puis comme députée non inscrite. |
| XVIe        | 22 juin 2022    | 9 juin 2024    | Pierrick Berteloot    | RN                   | Première fois que la circonscription bascule à l'extrême droite. A 23 ans, il est le plus jeune député du groupe Rassemblement national et le troisième plus jeune élu de la législature. Mandat écourté à la suite d'une dissolution parlementaire décidée par Emmanuel Macron. |
| XVIIe       | 8 juillet 2024  | En cours       | Jean-Pierre Bataille  | Divers Droite        | |

## Historique des élections

### Élections de 1958
| Candidat       | Candidat            | Parti          | Premier tour | Premier tour | Second tour | Second tour |  |
| Candidat       | Candidat            | Parti          | Voix         | %            | Voix        | %           |  |
| -------------- | ------------------- | -------------- | ------------ | ------------ | ----------- | ----------- |  |
|                | Arthur Ramette      | PCF            | 19 398       | 40,86        | 21 882      | 46,05       |  |
|                | Georges Sarazin élu | UNR            | 13 973       | 29,43        | 25 633      | 53,95       |  |
|                | Maurice Goniaux     | SFIO           | 9 609        | 20,24        | Retrait     | Retrait     |  |
|                | René Leroy          | Extrême droite | 2 552        | 5,38         | Retrait     | Retrait     |  |
|                | Jean Briquet        | Radsoc         | 1 946        | 4,1          |             |             |  |
|                |                     |                |              |              |             |             |  |
| Inscrits       | Inscrits            | Inscrits       | 58 371       | 100,00       | 58 369      | 100,00      |  |
| Abstentions    | Abstentions         | Abstentions    | 9 985        | 17,11        | 9 520       | 16,31       |  |
| Votants        | Votants             | Votants        | 48 386       | 82,89        | 48 849      | 83,69       |  |
| Blancs et nuls | Blancs et nuls      | Blancs et nuls | 908          | 1,88         | 1 334       | 2,73        |  |
| Exprimés       | Exprimés            | Exprimés       | 47 478       | 98,12        | 47 515      | 97,27       |  |

Le suppléant de Georges Sarazin était Irénée Pamart, ancien cultivateur, maire de Masny.

### Élections de 1962
| Candidat       | Candidat                | Parti          | Premier tour | Premier tour | Second tour | Second tour |  |
| Candidat       | Candidat                | Parti          | Voix         | %            | Voix        | %           |  |
| -------------- | ----------------------- | -------------- | ------------ | ------------ | ----------- | ----------- |  |
|                | Arthur Ramette élu      | PCF            | 20 350       | 44,38        | 26 204      | 55,36       |  |
|                | Georges Sarazin sortant | UNR-UDT        | 15 959       | 34,81        | 21 132      | 44,64       |  |
|                | Paul Boillet            | SFIO           | 7 761        | 16,93        | Retrait     | Retrait     |  |
|                | Joseph Butruille        | CNIP           | 1 782        | 3,89         |             |             |  |
|                |                         |                |              |              |             |             |  |
| Inscrits       | Inscrits                | Inscrits       | 58 386       | 100,00       | 58 386      | 100,00      |  |
| Abstentions    | Abstentions             | Abstentions    | 11 631       | 19,92        | 9 431       | 16,15       |  |
| Votants        | Votants                 | Votants        | 46 755       | 80,08        | 48 955      | 83,85       |  |
| Blancs et nuls | Blancs et nuls          | Blancs et nuls | 903          | 1,93         | 1 619       | 3,31        |  |
| Exprimés       | Exprimés                | Exprimés       | 45 852       | 98,07        | 47 336      | 96,69       |  |

Le suppléant d'Arthur Ramette était Grégoire Leleux, mineur, conseiler général du canton de Marchiennes, maire de Fenain.

### Élections de 1967
| Candidat       | Candidat                     | Parti          | Premier tour | Premier tour | Second tour | Second tour |  |
| Candidat       | Candidat                     | Parti          | Voix         | %            | Voix        | %           |  |
| -------------- | ---------------------------- | -------------- | ------------ | ------------ | ----------- | ----------- |  |
|                | Arthur Ramette sortant réélu | PCF            | 21 982       | 43,52        | 28 644      | 57,97       |  |
|                | Émile Messager               | UD-Ve          | 12 815       | 25,37        | 20 766      | 42,03       |  |
|                | Charles Fenain               | Soc.ind.       | 8 517        | 16,86        | Retrait     | Retrait     |  |
|                | Georges Vangenot             | SFIO (FGDS)    | 7 198        | 14,25        | Retrait     | Retrait     |  |
|                |                              |                |              |              |             |             |  |
| Inscrits       | Inscrits                     | Inscrits       | 58 753       | 100,00       | 58 750      | 100,00      |  |
| Abstentions    | Abstentions                  | Abstentions    | 7 334        | 12,48        | 7 440       | 12,66       |  |
| Votants        | Votants                      | Votants        | 51 419       | 87,52        | 51 310      | 87,34       |  |
| Blancs et nuls | Blancs et nuls               | Blancs et nuls | 907          | 1,76         | 1 900       | 3,7         |  |
| Exprimés       | Exprimés                     | Exprimés       | 50 512       | 98,24        | 49 410      | 96,3        |  |

Le suppléant d'Arthur Ramette était Grégoire Leleux.

### Élections de 1968
| Candidat       | Candidat                     | Parti          | Premier tour | Premier tour | Second tour | Second tour |  |
| Candidat       | Candidat                     | Parti          | Voix         | %            | Voix        | %           |  |
| -------------- | ---------------------------- | -------------- | ------------ | ------------ | ----------- | ----------- |  |
|                | Arthur Ramette sortant réélu | PCF            | 21 075       | 42,51        | 25 668      | 52,57       |  |
|                | Émile Messager               | UDR (URP)      | 20 211       | 40,77        | 23 154      | 47,43       |  |
|                | Georges Vangenot             | SFIO (FGDS)    | 5 903        | 11,91        | Retrait     | Retrait     |  |
|                | Jean Streiff                 | PSU            | 2 388        | 4,82         |             |             |  |
|                |                              |                |              |              |             |             |  |
| Inscrits       | Inscrits                     | Inscrits       | 58 773       | 100,00       | 58 774      | 100,00      |  |
| Abstentions    | Abstentions                  | Abstentions    | 8 258        | 14,05        | 8 578       | 14,59       |  |
| Votants        | Votants                      | Votants        | 50 515       | 85,95        | 50 196      | 85,41       |  |
| Blancs et nuls | Blancs et nuls               | Blancs et nuls | 938          | 1,86         | 1 374       | 2,74        |  |
| Exprimés       | Exprimés                     | Exprimés       | 49 577       | 98,14        | 48 822      | 97,26       |  |

Le suppléant d'Arthur Ramette était Grégoire Leleux.

### Élections de 1973
| Candidat       | Candidat             | Parti          | Premier tour | Premier tour | Second tour | Second tour |  |
| Candidat       | Candidat             | Parti          | Voix         | %            | Voix        | %           |  |
| -------------- | -------------------- | -------------- | ------------ | ------------ | ----------- | ----------- |  |
|                | Georges Hage élu     | PCF            | 23 224       | 44,32        | 30 881      | 59,35       |  |
|                | Émile Messager       | UDR (URP)      | 12 376       | 23,62        | 21 147      | 40,65       |  |
|                | Jean-Pierre Leroy    | PS (UGSD)      | 8 010        | 15,28        | Retrait     | Retrait     |  |
|                | Jacqueline Gourrier  | Divers droite  | 3 850        | 7,35         |             |             |  |
|                | Henri-François Conia | Rad (MR)       | 2 679        | 5,11         |             |             |  |
|                | Jean Guénégan        | LO             | 1 593        | 3,04         |             |             |  |
|                | André Dufraisse      | FN             | 674          | 1,29         |             |             |  |
|                |                      |                |              |              |             |             |  |
| Inscrits       | Inscrits             | Inscrits       | 61 492       | 100,00       | 61 492      | 100,00      |  |
| Abstentions    | Abstentions          | Abstentions    | 7 932        | 12,9         | 7 642       | 12,43       |  |
| Votants        | Votants              | Votants        | 53 560       | 87,1         | 53 850      | 87,57       |  |
| Blancs et nuls | Blancs et nuls       | Blancs et nuls | 1 154        | 2,15         | 1 822       | 3,38        |  |
| Exprimés       | Exprimés             | Exprimés       | 52 406       | 97,85        | 52 028      | 96,62       |  |

Le suppléant de Georges Hage était Alexandre Derveaux, mineur, conseiller général du canton de Douai-Sud, maire de Guesnain.

### Élections de 1978
| Candidat       | Candidat                   | Parti          | Premier tour | Premier tour | Second tour | Second tour |  |
| Candidat       | Candidat                   | Parti          | Voix         | %            | Voix        | %           |  |
| -------------- | -------------------------- | -------------- | ------------ | ------------ | ----------- | ----------- |  |
|                | Georges Hage sortant réélu | PCF            | 27 885       | 46,07        | 37 470      | 61,93       |  |
|                | Émile Messager             | RPR            | 12 258       | 20,25        | 23 036      | 38,07       |  |
|                | Jean-Pierre Leroy          | PS             | 9 784        | 16,16        | Retrait     | Retrait     |  |
|                | Michel Bardier             | UDF (CDS)      | 6 779        | 11,2         |             |             |  |
|                | François Mouget            | Divers droite  | 1 474        | 2,44         |             |             |  |
|                | Jean Guénégan              | LO             | 1 363        | 2,25         |             |             |  |
|                | René Lavarde               | MRG            | 985          | 1,63         |             |             |  |
|                |                            |                |              |              |             |             |  |
| Inscrits       | Inscrits                   | Inscrits       | 69 772       | 100,00       | 69 772      | 100,00      |  |
| Abstentions    | Abstentions                | Abstentions    | 7 935        | 11,37        | 7 555       | 10,83       |  |
| Votants        | Votants                    | Votants        | 61 837       | 88,63        | 62 217      | 89,17       |  |
| Blancs et nuls | Blancs et nuls             | Blancs et nuls | 1 309        | 2,12         | 1 711       | 2,75        |  |
| Exprimés       | Exprimés                   | Exprimés       | 60 528       | 97,88        | 60 506      | 97,25       |  |

Le suppléant de Georges Hage était Irénée Nottez, conducteur à la SNCF, maire de Lewarde.

### Élections de 1981
| Candidat       | Candidat                   | Parti          | Premier tour | Premier tour | Second tour | Second tour |  |
| Candidat       | Candidat                   | Parti          | Voix         | %            | Voix        | %           |  |
| -------------- | -------------------------- | -------------- | ------------ | ------------ | ----------- | ----------- |  |
|                | Georges Hage sortant réélu | PCF            | 24 427       | 45,16        | 36 331      | 67,13       |  |
|                | Jacques Capelle            | PS             | 13 876       | 25,65        | Retrait     | Retrait     |  |
|                | Émile Messager             | RPR (UNM)      | 10 275       | 18,99        | 17 793      | 32,87       |  |
|                | Michel Bardier             | UDF (CDS)      | 4 686        | 8,66         |             |             |  |
|                | Jean Guénégan              | LO             | 824          | 1,52         |             |             |  |
|                |                            |                |              |              |             |             |  |
| Inscrits       | Inscrits                   | Inscrits       | 71 955       | 100,00       | 71 955      | 100,00      |  |
| Abstentions    | Abstentions                | Abstentions    | 17 047       | 23,69        | 15 773      | 21,92       |  |
| Votants        | Votants                    | Votants        | 54 908       | 76,31        | 56 182      | 78,08       |  |
| Blancs et nuls | Blancs et nuls             | Blancs et nuls | 820          | 1,49         | 2 058       | 3,66        |  |
| Exprimés       | Exprimés                   | Exprimés       | 54 088       | 98,51        | 54 124      | 96,34       |  |

Le suppléant de Georges Hage était Irénée Nottez.

### Élections de 1988
| Candidat       | Candidat                | Parti               | Premier tour | Premier tour | Second tour | Second tour |  |
| Candidat       | Candidat                | Parti               | Voix         | %            | Voix        | %           |  |
| -------------- | ----------------------- | ------------------- | ------------ | ------------ | ----------- | ----------- |  |
|                | Maurice Sergheraert élu | Divers droite (URC) | 22 639       | 47,95        | 25 304      | 51,68       |  |
|                | Jean Delobel            | PS                  | 19 191       | 40,64        | 23 659      | 48,32       |  |
|                | Victor Delos            | FN                  | 2 719        | 5,76         |             |             |  |
|                | Jean-Paul Beck          | PCF                 | 2 669        | 5,65         |             |             |  |
|                |                         |                     |              |              |             |             |  |
| Inscrits       | Inscrits                | Inscrits            | 62 389       | 100,00       | 62 385      | 100,00      |  |
| Abstentions    | Abstentions             | Abstentions         | 13 899       | 22,28        | 11 994      | 19,23       |  |
| Votants        | Votants                 | Votants             | 48 490       | 77,72        | 50 391      | 80,77       |  |
| Blancs et nuls | Blancs et nuls          | Blancs et nuls      | 1 272        | 2,62         | 1 428       | 2,83        |  |
| Exprimés       | Exprimés                | Exprimés            | 47 218       | 97,38        | 48 963      | 97,17       |  |

Le suppléant de Maurice Sergheraert était Michel Grasset, avocat, conseiller général du canton de Bailleul-Nord-Est, maire de Nieppe.

### Élections de 1993
| Candidat       | Candidat                 | Parti          | Premier tour | Premier tour | Second tour | Second tour |  |
| Candidat       | Candidat                 | Parti          | Voix         | %            | Voix        | %           |  |
| -------------- | ------------------------ | -------------- | ------------ | ------------ | ----------- | ----------- |  |
|                | Marie-Fanny Gournay élue | RPR            | 11 712       | 25,09        | 25 211      | 55,5        |  |
|                | Jean Delobel             | PS (ADFP)      | 10 712       | 22,95        | 20 213      | 44,5        |  |
|                | Michel Grasset           | UDF            | 9 189        | 19,69        |             |             |  |
|                | Guy Benault              | FN             | 4 901        | 10,5         |             |             |  |
|                | Alain Dubois             | GÉ (EÉ)        | 3 196        | 6,85         |             |             |  |
|                | Gilbert Nugou            | PCF            | 3 089        | 6,62         |             |             |  |
|                | Bernard Vanhoutte        | LT-LNÉ         | 2 257        | 4,84         |             |             |  |
|                | Bernard Defrance         | Divers droite  | 1 137        | 2,44         |             |             |  |
|                | Annie Masse              | LCR            | 478          | 1,02         |             |             |  |
|                |                          |                |              |              |             |             |  |
| Inscrits       | Inscrits                 | Inscrits       | 65 386       | 100,00       | 65 383      | 100,00      |  |
| Abstentions    | Abstentions              | Abstentions    | 15 375       | 23,51        | 15 932      | 24,37       |  |
| Votants        | Votants                  | Votants        | 50 011       | 76,49        | 49 451      | 75,63       |  |
| Blancs et nuls | Blancs et nuls           | Blancs et nuls | 3 340        | 6,68         | 4 027       | 8,14        |  |
| Exprimés       | Exprimés                 | Exprimés       | 46 671       | 93,32        | 45 424      | 91,86       |  |

Le suppléant de Marie-Fanny Gournay était Guy Baillieul.

### Élections de 1997
| Candidat       | Candidat           | Parti             | Premier tour | Premier tour | Second tour | Second tour |  |
| Candidat       | Candidat           | Parti             | Voix         | %            | Voix        | %           |  |
| -------------- | ------------------ | ----------------- | ------------ | ------------ | ----------- | ----------- |  |
|                | Jean Delobel élu   | PS                | 13 438       | 28,9         | 25 952      | 54,13       |  |
|                | Paul Blondel       | Divers droite     | 13 269       | 28,53        | 21 989      | 45,87       |  |
|                | Hubert Maes        | FN                | 6 467        | 13,91        |             |             |  |
|                | Alain Pocholle     | PCF               | 4 461        | 9,59         |             |             |  |
|                | Christian Defebvre | Divers droite     | 3 040        | 6,54         |             |             |  |
|                | Martin Masson      | MPF (LDI)         | 2 383        | 5,12         |             |             |  |
|                | Dominique Chambaut | GÉ                | 1 420        | 3,05         |             |             |  |
|                | Modeste Vanhoutte  | LT-LNÉ            | 1 020        | 2,19         |             |             |  |
|                | Alain Dubois       | Divers écologiste | 1 008        | 2,17         |             |             |  |
|                |                    |                   |              |              |             |             |  |
| Inscrits       | Inscrits           | Inscrits          | 66 767       | 100,00       | 66 497      | 100,00      |  |
| Abstentions    | Abstentions        | Abstentions       | 17 000       | 25,46        | 15 095      | 22,7        |  |
| Votants        | Votants            | Votants           | 49 767       | 74,54        | 51 402      | 77,3        |  |
| Blancs et nuls | Blancs et nuls     | Blancs et nuls    | 3 261        | 6,55         | 3 461       | 6,73        |  |
| Exprimés       | Exprimés           | Exprimés          | 46 506       | 93,45        | 47 941      | 93,27       |  |

Le suppléant de Jean Delobel était Paul Plouvier, DVG, ancien membre du Conseil économique social régional, ancien instituteur, fondateur et Président de la base de nature de Morbecque. Paul Plouvier est décédé en 1999.

### Élections de 2002
| Candidat       | Candidat                   | Parti             | Premier tour | Premier tour | Second tour | Second tour |  |
| Candidat       | Candidat                   | Parti             | Voix         | %            | Voix        | %           |  |
| -------------- | -------------------------- | ----------------- | ------------ | ------------ | ----------- | ----------- |  |
|                | Jean Delobel sortant réélu | PS                | 14 169       | 31,46        | 21 486      | 50,27       |  |
|                | Béatrice Descamps          | UMP               | 8 108        | 18           | 21 259      | 49,73       |  |
|                | Marie Perrel               | FN                | 5 278        | 11,72        |             |             |  |
|                | Françoise Hostalier        | DL                | 4 165        | 9,25         |             |             |  |
|                | Christian Defebvre         | UDF               | 3 755        | 8,34         |             |             |  |
|                | Jean-Pierre Laczny         | Divers droite     | 3 541        | 7,86         |             |             |  |
|                | Alain Dubois               | Les Verts         | 1 067        | 2,37         |             |             |  |
|                | Anne Abadie                | CPNT              | 1 017        | 2,26         |             |             |  |
|                | Béatrice Veit              | PCF               | 861          | 1,91         |             |             |  |
|                | Fabienne Spitoni           | LCR               | 814          | 1,81         |             |             |  |
|                | Hubert Sénéchal            | LO                | 611          | 1,36         |             |             |  |
|                | Djhorra Yahia              | Divers            | 441          | 0,98         |             |             |  |
|                | Véronique Leterme          | MPF               | 368          | 0,82         |             |             |  |
|                | Jeanne Canneson            | MNR               | 291          | 0,65         |             |             |  |
|                | Édith Baudry               | Pôle républicain  | 221          | 0,49         |             |             |  |
|                | Micheline Melzi            | Divers écologiste | 178          | 0,40         |             |             |  |
|                | François Legrand           | Divers écologiste | 93           | 0,21         |             |             |  |
|                | Nadia Pitolin              | Extrême gauche    | 55           | 0,12         |             |             |  |
|                |                            |                   |              |              |             |             |  |
| Inscrits       | Inscrits                   | Inscrits          | 71 207       | 100,00       | 71 240      | 100,00      |  |
| Abstentions    | Abstentions                | Abstentions       | 24 682       | 34,66        | 26 344      | 36,98       |  |
| Votants        | Votants                    | Votants           | 46 525       | 65,34        | 44 896      | 63,02       |  |
| Blancs et nuls | Blancs et nuls             | Blancs et nuls    | 1 492        | 3,21         | 2 151       | 4,79        |  |
| Exprimés       | Exprimés                   | Exprimés          | 45 033       | 96,79        | 42 745      | 95,21       |  |

La suppléante de Jean Delobel était Françoise Polnecq, conseillère municipale de Hazebrouck, professeur.

### Élections de 2007
| Candidat       | Candidat                 | Parti          | Premier tour | Premier tour | Second tour | Second tour |  |
| Candidat       | Candidat                 | Parti          | Voix         | %            | Voix        | %           |  |
| -------------- | ------------------------ | -------------- | ------------ | ------------ | ----------- | ----------- |  |
|                | Françoise Hostalier élue | UMP            | 15 589       | 36,19        | 21 705      | 51,87       |  |
|                | Françoise Polnecq        | PS             | 10 007       | 23,23        | 20 136      | 48,13       |  |
|                | Marc Normand             | Divers droite  | 4 643        | 10,78        |             |             |  |
|                | Dominique Hallynck       | UDF–MoDem      | 4 405        | 10,23        |             |             |  |
|                | Marie Duchet             | FN             | 2 368        | 5,50         |             |             |  |
|                | Sandrine Cypryszczak     | LCR            | 1 148        | 2,67         |             |             |  |
|                | Ginette Verbrugghe       | Les Verts      | 989          | 2,30         |             |             |  |
|                | Béatrice Veit-Torrez     | PCF            | 906          | 2,10         |             |             |  |
|                | Anne Abadie              | CPNT           | 755          | 1,75         |             |             |  |
|                | Jean-François Plouvier   | LT-LNÉ         | 718          | 1,67         |             |             |  |
|                | Sandrine Desrayaud       | LO             | 546          | 1,27         |             |             |  |
|                | Bruno Laline             | MPF            | 520          | 1,21         |             |             |  |
|                | Suzanne Secret           | Extrême droite | 266          | 0,62         |             |             |  |
|                | Christophe Leroy         | Divers         | 214          | 0,50         |             |             |  |
|                |                          |                |              |              |             |             |  |
| Inscrits       | Inscrits                 | Inscrits       | 74 139       | 100,00       | 74 138      | 100,00      |  |
| Abstentions    | Abstentions              | Abstentions    | 29 502       | 39,79        | 30 242      | 40,79       |  |
| Votants        | Votants                  | Votants        | 44 637       | 60,21        | 43 896      | 59,21       |  |
| Blancs et nuls | Blancs et nuls           | Blancs et nuls | 1 563        | 3,5          | 2 055       | 4,68        |  |
| Exprimés       | Exprimés                 | Exprimés       | 43 074       | 96,5         | 41 841      | 95,32       |  |

### Élections de 2012
| Candidat       | Candidat                     | Parti                         | Premier tour | Premier tour | Second tour | Second tour |  |
| Candidat       | Candidat                     | Parti                         | Voix         | %            | Voix        | %           |  |
| -------------- | ---------------------------- | ----------------------------- | ------------ | ------------ | ----------- | ----------- |  |
|                | Jean-Pierre Allossery élu    | PS                            | 21 526       | 37,77        | 28 361      | 52,13       |  |
|                | Jean-Pierre Bataille         | Divers droite                 | 10 734       | 18,84        | 26 043      | 47,87       |  |
|                | Françoise Hostalier sortante | PRV (UMP)                     | 10 543       | 18,50        |             |             |  |
|                | Pascal Prince                | FN (RBM)                      | 9 290        | 16,30        |             |             |  |
|                | Béatrice Veit-Torrez         | PCF (FG)                      | 2 067        | 3,63         |             |             |  |
|                | Thierry Willaey              | EÉLV (MÉI)                    | 1 597        | 2,80         |             |             |  |
|                | Jean-François Plouvier       | LT-LNÉ                        | 524          | 0,92         |             |             |  |
|                | Marie-France Claeyssen       | LO                            | 395          | 0,69         |             |             |  |
|                | Jean-Luc Hau                 | MPF                           | 222          | 0,39         |             |             |  |
|                | Matthieu Gueyraud            | Divers (Mouvement anti-radar) | 90           | 0,16         |             |             |  |
|                |                              |                               |              |              |             |             |  |
| Inscrits       | Inscrits                     | Inscrits                      | 95 223       | 100,00       | 95 226      | 100,00      |  |
| Abstentions    | Abstentions                  | Abstentions                   | 37 177       | 39,04        | 38 578      | 40,51       |  |
| Votants        | Votants                      | Votants                       | 58 046       | 60,96        | 56 648      | 59,49       |  |
| Blancs et nuls | Blancs et nuls               | Blancs et nuls                | 1 058        | 1,82         | 2 244       | 3,96        |  |
| Exprimés       | Exprimés                     | Exprimés                      | 56 988       | 98,18        | 54 404      | 96,04       |  |

### Élections de 2017
| Candidat         | Candidat              | Parti           | Premier tour | Premier tour | Second tour | Second tour |
| Candidat         | Candidat              | Parti           | Voix         | %            | Voix        | %           |
| ---------------- | --------------------- | --------------- | ------------ | ------------ | ----------- | ----------- |
|                  | Jennifer de Temmerman | LREM            | 13 764       | 28,08        | 24 519      | 60,69       |
|                  | Pascal Prince         | FN              | 10 095       | 20,59        | 15 881      | 39,31       |
|                  | Jean-Pierre Bataille  | LR              | 7 951        | 16,22        |             |             |
|                  | Hervé Walraeve        | FI              | 6 018        | 12,28        |             |             |
|                  | Bruno Ficheux         | UDI             | 5 305        | 10,82        |             |             |
|                  | Michel Labitte        | PS              | 3 326        | 6,79         |             |             |
|                  | Guillaume Fache       | EELV            | 1 219        | 2,49         |             |             |
|                  | Luc Dubois            | LO              | 615          | 1,25         |             |             |
|                  | Gauthier Leclaire     | Mouvement 100 % | 500          | 1,02         |             |             |
|                  | Clothilde Poilly      | UPR             | 226          | 0,46         |             |             |
|                  |                       |                 |              |              |             |             |
| Inscrits         | Inscrits              | Inscrits        | 95 868       | 100,00       | 95 872      | 100,00      |
| Abstentions      | Abstentions           | Abstentions     | 45 633       | 47,60        | 51 013      | 53,21       |
| Votants          | Votants               | Votants         | 50 235       | 52,40        | 44 859      | 46,79       |
| Blancs et nuls   | Blancs et nuls        | Blancs et nuls  | 1 216        | 2,42         | 4 459       | 9,94        |
| Exprimés         | Exprimés              | Exprimés        | 49 019       | 97,58        | 40 400      | 90,06       |
| * député sortant |                       |                 |              |              |             |             |

### Élections de 2022
Les élections législatives françaises de 2022 se déroulent les dimanches 12 et 19 juin 2022.
|                                                    |                                                                                             |                           |                           |                          |                          |
|                                                    |                                                                                             | Premier tour 12 juin 2022 | Premier tour 12 juin 2022 | Second tour 19 juin 2022 | Second tour 19 juin 2022 |
|                                                    |                                                                                             |                           |                           |                          |                          |
|                                                    |                                                                                             | Nombre                    | % des inscrits            | Nombre                   | % des inscrits           |
| Inscrits                                           | Inscrits                                                                                    | 97 792                    | 100                       | 97 816                   | 100                      |
| Abstentions                                        | Abstentions                                                                                 | 50 543                    | 51,68                     | 51 821                   | 52,98                    |
| Votants                                            | Votants                                                                                     | 47 249                    | 48,32                     | 45 995                   | 47,02                    |
|                                                    |                                                                                             |                           | % des votants             |                          | % des votants            |
| Bulletins blancs                                   | Bulletins blancs                                                                            | 938                       | 1,99                      | 4 774                    | 10,38                    |
| Bulletins nuls                                     | Bulletins nuls                                                                              | 388                       | 0,82                      | 1 720                    | 3,74                     |
| Suffrages exprimés                                 | Suffrages exprimés                                                                          | 45 923                    | 97,19                     | 39 501                   | 85,88                    |
|                                                    |                                                                                             |                           |                           |                          |                          |
| Candidat Étiquette politique (partis et alliances) | Candidat Étiquette politique (partis et alliances)                                          | Voix                      | % des exprimés            | Voix                     | % des exprimés           |
|                                                    |                                                                                             |                           |                           |                          |                          |
|                                                    | Pierrick Berteloot Rassemblement national                                                   | 12 133                    | 26,42                     | 21 367                   | 54,09                    |
|                                                    | Émilie Ducourant Nouvelle Union populaire écologique et sociale (Europe Écologie Les Verts) | 9 200                     | 20,03                     | 18 134                   | 45,91                    |
|                                                    | Claude Nicolet Ensemble                                                                     | 8 084                     | 17,60                     |                          |                          |
|                                                    | Stéphane Dieusaert Les Républicains                                                         | 4 910                     | 10,69                     |                          |                          |
|                                                    | Jérôme Darques Ensemble diss.                                                               | 2 540                     | 5,53                      |                          |                          |
|                                                    | Caroline Landtsheere Les Républicains diss.                                                 | 1 451                     | 3,16                      |                          |                          |
|                                                    | Stéphane Ledez Divers centre                                                                | 1 373                     | 2,99                      |                          |                          |
|                                                    | Marc Deneuche Divers Centre                                                                 | 1 165                     | 2,54                      |                          |                          |
|                                                    | Aurélie Leleu Reconquête                                                                    | 1 155                     | 2,52                      |                          |                          |
|                                                    | Joël Duyck Les Républicains diss.                                                           | 1 088                     | 2,37                      |                          |                          |
|                                                    | Gaétan Lamérant Parti animaliste                                                            | 989                       | 2,15                      |                          |                          |
|                                                    | Anne Abadie Divers Droite                                                                   | 733                       | 1,60                      |                          |                          |
|                                                    | Benjamin Dubiez Lutte Ouvrière                                                              | 624                       | 1,36                      |                          |                          |
|                                                    | Anne-Lise Perche Debout la France                                                           | 478                       | 1,04                      |                          |                          |

### Élections de 2024
| Candidat                 | Candidat                 | Parti et coalition       | Nuance                   | Premier tour | Premier tour | Second tour | Second tour |
| Candidat                 | Candidat                 | Parti et coalition       | Nuance                   | Voix         | %            | Voix        | %           |
| ------------------------ | ------------------------ | ------------------------ | ------------------------ | ------------ | ------------ | ----------- | ----------- |
|                          | Pierrick Berteloot       | RN                       | RN                       | 29 894       | 45,97        | 31 970      | 49,80       |
|                          | Jean-Pierre Bataille,    | SE                       | DVD                      | 22 206       | 34,15        | 32 228      | 50,20       |
|                          | Émilie Ducourant         | LÉ (NFP)                 | UG                       | 11 853       | 18,23        |             |             |
|                          | Benjamin Dubiez          | LO                       | EXG                      | 1 078        | 1,66         |             |             |
|                          |                          |                          |                          |              |              |             |             |
| Suffrages exprimés       | Suffrages exprimés       | Suffrages exprimés       | Suffrages exprimés       | 65 031       | 97,22        | 64 198      | 95,82       |
| Votes blancs             | Votes blancs             | Votes blancs             | Votes blancs             | 1 214        | 1,81         | 1 889       | 2,82        |
| Votes nuls               | Votes nuls               | Votes nuls               | Votes nuls               | 647          | 0,97         | 912         | 1,36        |
| Total                    | Total                    | Total                    | Total                    | 66 892       | 100          | 66 999      | 100         |
| Abstention               | Abstention               | Abstention               | Abstention               | 30 709       | 31,46        | 30 626      | 31,37       |
| Inscrits / participation | Inscrits / participation | Inscrits / participation | Inscrits / participation | 97 601       | 66,63        | 97 625      | 68,63       |